# Substantivo verbal
Substantivo verbal, em gramática, é um substantivo derivado do infinitivo, do gerúndio ou do particípio  de um verbo.
Em português, estes substantivos são derivados dos verbos terminados em -ar, -er ou -ir, ou dos particípios  terminados em -do. Por exemplo:
Andar - Andarilho
Andado - Andador
Ler - Ledor
Ver - Vedor
Moer - Moedor, Moedura
Ouvir - Ouvinte, Ouvidor
Lente e leitor são tirados do latim, e são irregularmente derivados de ler.
Muitas destas palavras  podem assumir a classe gramatical de substantivo ou de adjetivo. Não existindo diferença essencial entre o substantivo e o adjetivo, e entre o primeiro e os infinitos absolutos dos verbos, todos os nomes formados destes são verdadeiros substantivos de ação que podem fazer a função de adjetivos junto a nomes individuais, como cavalo andador, homem amador. Pode-se dizer também um bom andador.
Os substantivos derivados do gerúndio, tanto do português quanto do latim, exprimem a ideia de uma ação prolongada:
Estudando - Estudante
Ouvindo - Ouvinte
Lendo - Lente
Os substantivos que designam uma ação absoluta são derivados do infinitivo:
Atar - Atadura
Morder - Mordedura
Negar - Negação
Inflamar - Inflamação
Doar - Doação
Abater - Abatimento
Mover - Movimento
Sentir - Sentimento
Fiar - Fiação
As desinências -ção, -dura/-tura e -mento indicam ideais distintas. Por exemplo, os verbos armar e ligar tem como derivados as palavras armação, armadura, armamento, ligação, ligadura e ligamento. Armação e ligação indicam a ação de armar ou ligar, ou a coisa que foi armada ou ligada. Armadura e ligadura são aquilo que se arma ou liga, ou o resultado do ato de armar ou ligar, analogamente a moedura e serradura que são o resultado de moer ou serrar. Armamento e ligamento são o estado permanente da armação e ligação. Estes três radicais derivam dos radicais latinos:
-ção - -actio (ação)
-dura - particío futuro -turus, -tura, -turum
-mento - -manens, -manentis, que permanece